# Iah (regina)
Iah (fl. XXI secolo a.C.) è stata una regina egizia della XI dinastia.
Fu la Grande Sposa Reale del faraone Antef III e la madre dell'importante faraone Mentuhotep II (2061 - 2010 a.C.); forse suo padre fu re Antef II, morto nel 2063 a.C.
Sono poche le notizie certe sulla regina Iah. La sua ascendenza è subito chiarita dal titolo di Figlia del Re. Il suo nome deriva dal dio Iah, l'antico dio egizio della luna.
Andò in sposa al fratello o fratellastro Antef III e sono noti due figli che gli diede:
- il faraone Nebhepetra Mentuhotep II
- la regina Neferu II[2]

Fu quindi la nonna paterna del faraone Mentuhotep III.
Iah è ritratta nelle incisioni su roccia situate a Shatt er-Rigal: compare alle spalle del figlio. Di fronte alla coppia del faraone e della regina madre si trovano Antef (III), amato padre del dio (Mentuhotep II), figlio di Ra e il guardasigilli e tesoriere regale Kheti. Compare anche nella tomba TT319, a Deir el-Bahari, della figlia Neferu II, che viene chiamata Neferu, nata da Iah.